# Диарра, Джиги
Джиги́ Диарра́ (фр. Djigui Diarra; род. 27 февраля 1995, Бамако) — малийский футболист, вратарь клуба «Янг Африканс» и сборной Мали. Он также представлял свою страну на молодёжном чемпионате мира 2015 года, где Мали заняла третье место.

## Клубная карьера
Воспитанник футбольной школы клуба «Стад Мальен». Взрослую футбольную карьеру начал в 2011 году в основной команде того же клуба. В сезоне 2011/2012 дебютировал за клуб в малийской первой лиге. В дебютном сезоне занял с клубом второе место в чемпионате. В сезонах 2012/2013, 2013/2014, 2014/2015 и 2015/2016 он становился чемпионом страны. В сезоне 2012/2013 выиграл также Кубок Мали.
Диарра в августе 2021 года присоединился к танзанийскому клубу «Янг Африканс».

## Международная карьера
Диарра должен был представлять свою страну на молодёжном чемпионате Африки 2015 года, но сломал руку во время матча Лиги чемпионов КАФ против АС ГНН и в конечном итоге не вошёл в команду. В мае 2015 года, он был вызван в молодёжную сборную Мали для участия команды на чемпионате мира в Новой Зеландии. Диарра отразил девять ударов, включая пенальти, в четвертьфинальном матче против Германии. В итоге Мали победил по пенальти 4:3. Они вылетели в полуфинале от Сербии, но в матче за третье место Мали обыграл Сенегал. Кроме того, он сыграл три матча в сборной Мали до 23 лет во время Кубка африканских наций 2015.
Диарра был вызван в основную сборную Мали для участия в квалификации на чемпионат африканских наций 2016 года. 5 июля 2015 года дебютировал на международной арене во время предварительного раунда, в матче против Гвинеи-Бисау. 18 октября он сыграл против Мавритании, в котором Мали победил 2:1. Благодаря этим победам Мали квалифицировалась на Чемпионат африканских наций 2016 года в Руанде. Диарра снова был включён в состав команды из 23 человек и сыграл шесть матчей, в то время как Мали дошла до финала, где проиграла ДР Конго 3:0. В составе сборной был участником Кубка африканских наций 2017 года в Габоне, 2019 года в Египте и 2021 года в Камеруне.

## Статистика

### В сборной
| Мали  |      |      |
| Год   | Игры | Голы |
| 2015  | 2    | 0    |
| 2016  | 9    | 0    |
| 2017  | 8    | 0    |
| 2018  | 5    | 0    |
| 2019  | 14   | 0    |
| 2020  | 2    | 0    |
| 2021  | 8    | 0    |
| 2022  | 1    | 0    |
| 2023  | 4    | 0    |
| 2024  | 1    | 0    |
| Всего | 54   | 0    |

## Достижения
«Стад Мальен»
- Чемпмон Мали: 2012/13, 2013/14, 2014/15, 2016, 2019/20, 2020/21
- Обладатель Кубка Мали: 2013, 2015, 2018
- Обладатель Суперкубка Мали: 2014, 2015

«Янг Африканс»
- Чемпмон Танзании: 2021, 2022

Сборная Мали
- Финалист Чемпионата африканских наций: 2016

Сборная Мали (до 20)
- 3-е место на молодёжном Чемпионате мира: 2015